# Punto rojo (Venezuela)

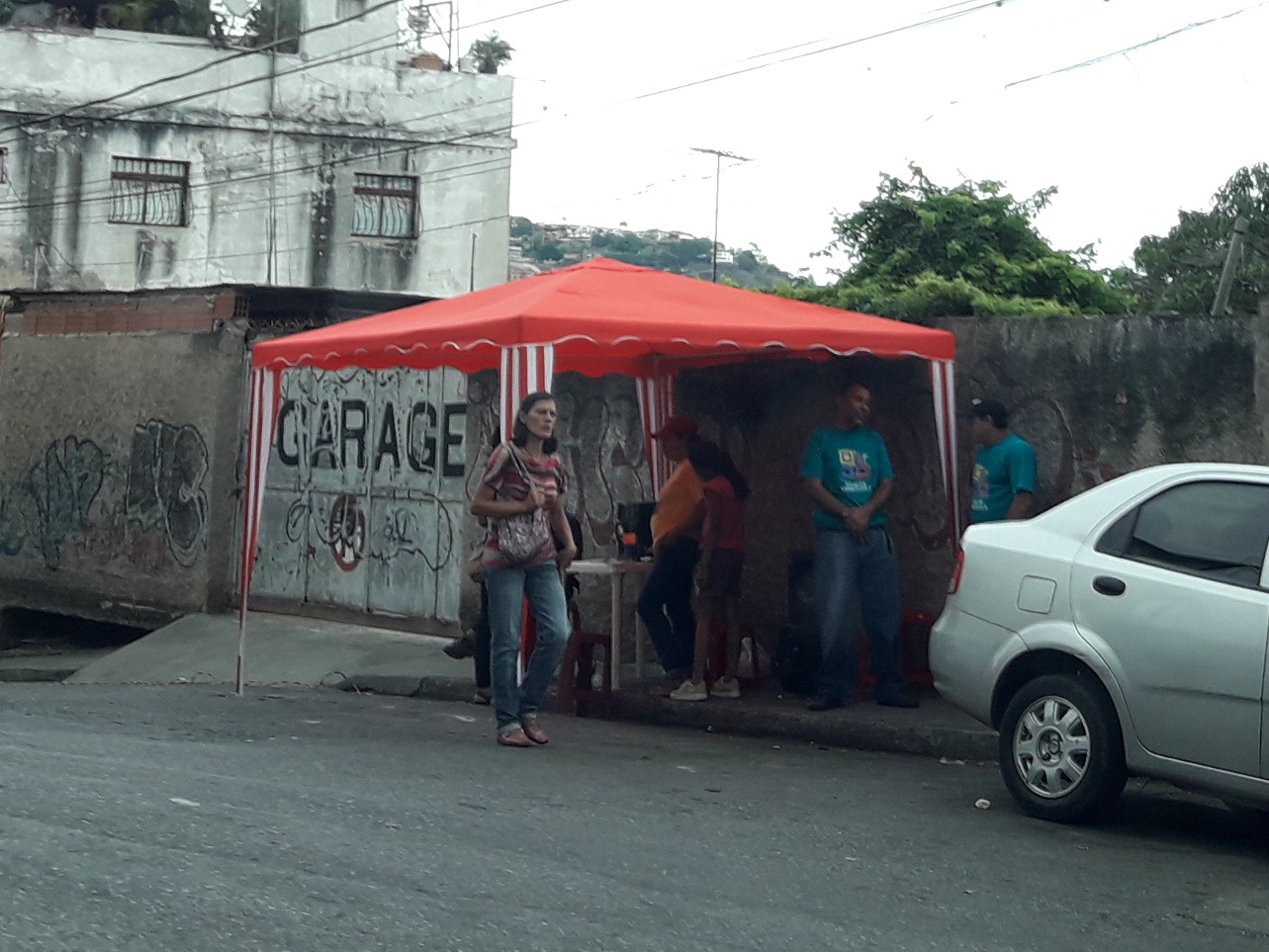
Punto rojo en Caracas en las inmediaciones de un centro de votación, 2018.

Un punto rojo es un centro público exclusivo para registrar a los votantes oficialistas durante el día de elecciones en Venezuela. La terminología es usada en Venezuela sobre la imposición el partido de gobierno de la administración de un padrón de asistencia de electores que hacen acto de presencia e instalado bajo el pretexto centralizar supuestos ayudantes para quienes necesitan realizar el voto asistido por discapacidad. La práctica de estos centros viola la Ley Orgánica de Procesos Electorales debido a la promoción de candidatos y partidos habiendo vencido el periodo de campaña electoral, al igual que la coacción de electores.Durante las elecciones presidenciales de Venezuela de 2018, uno de los puntos del Acuerdo de Garantías Electorales firmado entre los candidatos presidenciales y el Consejo Nacional Electoral (CNE) incluía la prohibición de los puntos rojos respetado el llamado "perímetro de seguridad" de 200 metros de los centros de votación, pero durante el proceso se observó la violación de dicha normativa ubicados a menos de 50 metros de la puerta de ingreso a los centros de votación.